# Abundio de Córdoba
Abundio (m. Córdoba, 854), fue un mártir español del siglo IX.

## Biografía
Abundio fue un sacerdote nacido en Hornachuelos, donde posteriormente ejerció de párroco. Traído con engaños a Córdoba, confesó su fe ante el Cadí, quien decretó su muerte. Fue a orillas del Guadalquivir, el 11 de julio de 854.
En Hornachuelos y desde 1748 se celebra la Feria de San Abundio (del 11 de julio al domingo siguiente) en honor del mártir.